# Shikha (Myagdi)
Shikha (Nepali शिखा) ist ein Dorf und ein Village Development Committee (VDC) im Distrikt Myagdi.
Das VDC Shikha erstreckt sich über die östliche Talseite des Kali Gandaki südwestlich des Annapurna Himal.
Der Ort Shikha liegt auf einer Höhe von 1990 m.  

## Einwohner
Bei der Volkszählung 2011 hatte Shikha 2212 Einwohner (davon 1043 männlich) in 621 Haushalten.

## Dörfer und Weiler
Dana besteht aus mehreren Dörfern und Weilern. 
Die wichtigsten sind:
- Chitre (2430 m ⊙)
- Pauduwar (1950 m ⊙)
- Phalate (2290 m ⊙)
- Shikha (1445 m ⊙)